# Śmiłów (województwo wielkopolskie)
Śmiłów (dawniej Śmiełów) – wieś w Polsce położona w województwie wielkopolskim, w powiecie ostrowskim, w gminie Nowe Skalmierzyce, nad Prosną, w Kaliskiem, ok. 9 km od Nowych Skalmierzyc, ok. 11 km na południe od Kalisza.

## Położenie
Śmiłów położony jest przy wschodniej granicy powiatu ostrowskiego, ok. 21 km na wschód od Ostrowa Wielkopolskiego.

## Przynależność administracyjna
| Śmiłów • pod koniec XIX w. (1889) przynależał administracyjnie do powiatu odolanowskiego | Śmiłów • pod koniec XIX w. (1889) przynależał administracyjnie do powiatu odolanowskiego | Śmiłów • pod koniec XIX w. (1889) przynależał administracyjnie do powiatu odolanowskiego | Śmiłów • pod koniec XIX w. (1889) przynależał administracyjnie do powiatu odolanowskiego |
| Okres                                                                                    | Jednostka administracyjna                                                                | Jednostka administracyjna                                                                | Jednostka administracyjna                                                                |
| ---------------------------------------------------------------------------------------- | ---------------------------------------------------------------------------------------- | ---------------------------------------------------------------------------------------- | ---------------------------------------------------------------------------------------- |
| 1975–1998                                                                                | województwo kaliskie                                                                     | województwo kaliskie                                                                     | gmina Nowe Skalmierzyce                                                                  |
| 1999–                                                                                    | województwo wielkopolskie                                                                | powiat ostrowski                                                                         | gmina Nowe Skalmierzyce                                                                  |

## Historia
Znany od 1474 roku położony na lewym brzegu Prosny, pod Gostyczyną. W 1579 roku Śmiłów należał do Adryana Śmiełowskiego. W późniejszch czasach do rodziny Wyganowskich.
Według Słownika geograficznego Królestwa Polskiego z 1889 roku w Śmiłowie było 11 domów i 85 mieszkańców. Obszar dworski, którego właścicielką była Gabryela Biernacka, liczył 8 domów i 105 mieszkańców.
W zabytkowym parku mieszczą się ruiny pałacu, którego ostatnim właścicielem był Jan Pętkowski wraz z żona Anną z domu Graeve.

## Zabytki
Obiekty wpisane do rejestru zabytków nieruchomych województwa wielkopolskiego:
- park dworski z XIX wieku, przylegający do wysokiego brzegu Prosny o powierzchni 6,28 ha[9].